# Verran
Gmina Verran (norw. Verran kommune) – dawna norweska gmina leżąca w regionie Nord-Trøndelag. Jej siedzibą było miasto Malm. W 2020 roku gmina została rozwiązana a jej obszar włączony do gminy Steinkjer i Indre Fosen.
Verran było 182. norweską gminą pod względem powierzchni.

## Demografia
Według danych z roku 2005 gminę zamieszkiwało 2670 osób. Gęstość zaludnienia wynosiła 4,44 os./km². Pod względem zaludnienia Verran zajmował 292. miejsce wśród norweskich gmin.
| ludność stan na 1 stycznia 2005 |         |           |       |
|                                 | kobiety | mężczyźni | razem |
| osób                            | 1322    | 1348      | 2670  |
| %                               | 49,51%  | 50,49%    | 100%  |

| wykształcenie stan na 1 października 2004 |        |         |        |        |
|                                           | podst. | średnie | wyższe | niezn. |
| osób                                      | 657    | 1212    | 253    | 34     |
| %                                         | 30,47% | 56,22%  | 11,73% | 1,58%  |

## Edukacja
Według danych z 1 października 2004:
- liczba szkół podstawowych (norw. grunnskole): 4
- liczba uczniów szkół podst.: 344